# NetBIOS over TCP/IP
NetBIOS over TCP/IP (NBT lub NetBT) – protokół sieciowy umożliwiający aplikacjom opartym na przestarzałym API NetBIOS-u komunikację w sieciach TCP/IP.
NetBIOS został zaprojektowany we wczesnych latach 80. z myślą o bardzo małych sieciach (do 12 komputerów). Niektóre aplikacje wciąż jednak używają NetBIOS-u, stąd nie są przystosowane do dzisiejszych sieci liczących setki komputerów. Natomiast poprawnie skonfigurowany, NBT pozwala tym aplikacjom na komunikację w dużych sieciach TCP/IP (wliczając cały internet, aczkolwiek powiązane są z tym problemy z bezpieczeństwem) nie zmieniając nic w samej architekturze sieci.

## Usługi
NetBIOS dostarcza trzy odrębne usługi:
1. usługa nazw służąca rejestracji i przyznawania nazw (port 137/udp)
2. usługa przekazywania datagramów dla komunikacji bezpołączeniowej (port 138/udp)
3. usługa sesji dla komunikacji połączeniowej (port 139/tcp)

Wszystkie powyższe usługi są zaimplementowane w NBT.